# Hollinidae
De Hollinidae zijn een familie van uitgestorven kreeftachtigen uit de klasse van de Ostracoda (mosselkreeftjes).

## Taxonomie

### Onderfamilie
- Nodellinae †

### Geslachten
- Hanaites Pokorny, 1950 †
- Parabolbinella Adamczak, 1968 †
- Tetrasacculinae †
- Triemilomatellinae †